# Sho (muziekinstrument)

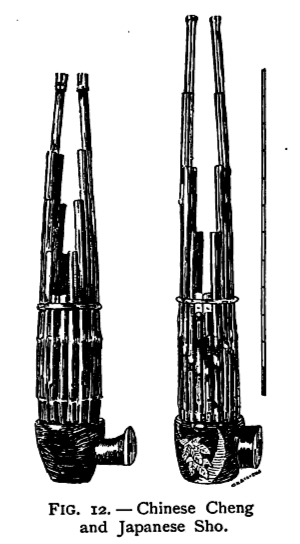
Chinese sheng (l) en Japanse sho (r).

Een sho (笙,shō), ook bekend als "Japans mondorgel", is een muziekinstrument dat vanaf de vroege middeleeuwen (8e eeuw) een begrip werd in de gagaku, de muziek aan het Japanse keizerlijke hof. Het instrument is tegenwoordig nog steeds onderdeel van ceremonieën en theaters. Het instrument gaat in ontstaan terug op de Chinese sheng.
Het is gemaakt uit 17 smalle bamboepijpen die in de basis (mondstuk) corresponderen met vrijstaande metalen tongetjes. Het instrument werd geacht de roep van de feniks na te bootsen. Qua vorm ziet het eruit als een vogel met twee opstaande vleugels.
De sho staat binnen de gagaku in voor de harmonie, de akkoordondersteuning. Opmerkelijk is dat het instrument wordt opgewarmd voor het spelen, in vroegere tijden was dat boven een houtskoolvuurtje. Dit heeft te maken met de metalen tongetjes en dient om de mogelijk aanwezige vochtigheid - aanslaande condensatie - wegens temperatuurverschillen en wegens de bespeling, te verwijderen zodat de tongetjes niet 'kleven'.
Verscheidene hedendaagse componisten zoals Toru Takemitsu en Toshio Hosokawa hebben speciaal werken geschreven voor de sho. Maar ook westerse componisten werden erdoor gefascineerd: onder anderen John Cage componeerde voor Mayumi Mijata (de eerste sho-speler in de hedendaagse muziek). Ook Helmut Lachenmann bedacht het instrument met een partij in zijn opera Das Mädchen mit den Schwefelhölzern.